# Tyttobrycon spinosus
Tyttobrycon spinosus är en fiskart som beskrevs av Géry, 1973. Tyttobrycon spinosus ingår i släktet Tyttobrycon och familjen Characidae. Inga underarter finns listade i Catalogue of Life.